# Anhumas
Anhumas es un municipio brasileño del estado de São Paulo. Su población estimada para el año 2010 según el IBGE era de 3 738 habitantes.

## Clima
El clima de Anhumas puede ser clasificado como clima tropical de sabana (Aw), de acuerdo con la clasificación climática de Köppen.

## Demografía
| Población histórica del municipio | Población histórica del municipio | Población histórica del municipio | Población histórica del municipio |
| Año                               | Población                         |                                   | %±                                |
| --------------------------------- | --------------------------------- | --------------------------------- | --------------------------------- |
| 1960                              | 6668                              |                                   | —                                 |
| 1970                              | 5609                              |                                   | −15,9%                            |
| 1980                              | 3421                              |                                   | −39,0%                            |
| 1991                              | 3242                              |                                   | −5,2%                             |
| 2000                              | 3411                              |                                   | 5,2%                              |
| 2010                              | 3738                              |                                   | 9,6%                              |
| 2022                              | 4023                              |                                   | 7,6%                              |
| [ 6 ] [ 7 ] [ 8 ] [ 9 ]           |                                   |                                   |                                   |